# 囲碁・将棋フォーカス
囲碁・将棋フォーカス（いごしょうぎフォーカス）は、NHK教育テレビジョンで囲碁界・将棋界の最新情報を伝えた情報番組である。2011年4月3日から2012年3月18日まで放送された。

## 概要
前身の番組は、NHK BS2で放送された「囲碁・将棋ジャーナル」である。
2012年4月からは囲碁と将棋が切り離され、『将棋講座』と当番組の将棋部門をあわせた『将棋フォーカス』、及び『囲碁講座』と当番組の囲碁部門をあわせた『囲碁フォーカス』に引き継がれた。なお、本番組を放送したNHKワールド・プレミアム（海外向けテレビ番組配信）では日曜日午前3:00台に『将棋フォーカス』と『囲碁フォーカス』が続けて放送されるため、実質的なコンプレックス番組となった。

## 放送
毎週日曜日、11:45 - 12:15（JST、以下同様）に放送された。従来10:00 - 12:00に放送された「将棋の時間」の終了を前に15分間縮め、従来12:00 - 14:00に放送された「囲碁の時間」の開始を後ろに15分間縮めて当番組が挿入される格好となった。
「囲碁・将棋ジャーナル」から当番組に引き継がれた2011年3月 - 4月は、ちょうど、「NHK衛星第2テレビジョン」（BS2）と「NHKハイビジョン放送」（BShi）が「NHK BSプレミアム」に再編された時期に当たる。
「囲碁・将棋ジャーナル」との比較
|            | 囲碁・将棋フォーカス                               | 囲碁・将棋ジャーナル                                   |
| チャンネル | 教育テレビ （地上波）                              | BS2 （衛星放送）                                       |
| 曜日       | 日曜日                                             | 土曜日                                                 |
| 時間       | 11:45 - 12:15 （30分間）                           | 12:10-13:30 （80分間）                                 |
| 情報・解説 | 囲碁、将棋を1週毎交互に放送 （片方にとっては隔週） | 前半の40分間弱は囲碁 後半の40分間弱は将棋 （毎週）     |
| 総合司会   | 女性1名 （レギュラー）                             | NHKの男性アナウンサー1名 （不規則に交替）              |
| 聞き手     | 囲碁または将棋の関係者1名 （女性、隔週レギュラー） | 囲碁・将棋の関係者各1名 = 合計2名 （女性、レギュラー） |
| ゲスト解説 | 囲碁または将棋のプロ1名                            | 囲碁、将棋のプロ各1名 = 合計2名                        |
なお、スタジオセットや棋戦情報のグラフィックも、「囲碁・将棋ジャーナル」に比べてカラフルなものに刷新された。
2012年3月18日を以て番組の放送が終了した。2012年4月からは将棋フォーカス（10:00 - 10:30）、囲碁フォーカス（12:00～12:30）と将棋・囲碁それぞれ独立した番組となり、それまで「囲碁の時間」「将棋の時間」の冒頭で行っていた初心者向け講座もそれぞれの番組に吸収した総合的な囲碁・将棋専門の番組となった。

## 番組構成
最新情報
プロ囲碁界・将棋界の棋戦の最新結果を伝えるコーナー。
「フォーカス・オン」
一つの話題を取り上げる特集コーナー。必ずしも最新情報という性格ではない。
「今日の解説」
最新の主要な一局を取り上げ、ゲスト解説者と聞き手とで解説を行う。

## 司会と聞き手
メンバーは下記の通り。
- 総合司会：福山知沙
- 囲碁の解説聞き手：長島梢恵（囲碁棋士）[1]
- 将棋の解説聞き手：
  - 笠井友貴（元女流アマ名人、2011年4月10日から8月28日まで）
  - 髙﨑真子（アマ強豪、2011年9月11日から2012年3月18日まで）

## エピソード
- 第1回（囲碁）の最後のトークで石田秀芳は「あっという間の30分」、「もっともっと長くやっていたい」と述べ、第2回（将棋）の最後のトークでは渡辺明が「30分、あっという間で」、「解説がばたばたして」と感想を述べた（前身の番組「囲碁・将棋ジャーナル」より実質10分短縮された）。
- 第2回（将棋）では、東日本大震災への義援金を集めるため将棋棋士が街頭募金をする模様を撮影した写真が紹介されたが、その中の1枚である羽生善治と瀬川晶司のツーショットを見た渡辺明が、瀬川を森内俊之と間違えた。
- 2011年7月24日は岩手・宮城・福島以外の各県でアナログ地上波放送が正午で終了となったため、高校野球地方大会を放送した一部の県を除き、当番組（第17回・囲碁編）の途中でアナログの放送終了となった。総合テレビの放送終了時に鈴木奈穂子が説明とあいさつをしている時間に、当番組がモニターで映し出された。
- 最終回（将棋）では、勝又清和が戦法に関する解説を行う際、自らのノートパソコンをスタジオに持ち込んで、パソコンの画面（過去の全対局をデータベース化したシステムや、戦法の割合を示した円グラフのbmpファイル）を表示する形式で解説を行った。